# محافظة خليص
خليص (أو أمج قديمًا)، محافظة من محافظات منطقة مكة المكرمة في المملكة العربية السعودية. تقع المحافظة في إقليم تهامة على بعد 90 كيلومتر من محافظة جدة و 100 كم عن مكة المكرمة بطريق الهجرة وإلى الشمال الشرقي منها، كما تبعد حوالي 30 كيلومتر عن ساحل البحر الأحمر إلى الشرق منه، وعلى خط 22 درجة وخط طول 29 درجة وتشتهر بأوديتها الكبيرة مثل وادي خليص ووادي غران ووادي ستارة ووادي قديد.

## المساحة وعدد السكان
- تمتد المساحة شرقي طريق الهجرة بطول 120 كيلومتراً وعمق يتراوح بين 40 إلى 60 كيلومتراً.[3]
- بلغ عدد سكان محافظة خليص (51,338) حسب تعداد السعودية 2022، عدد السعوديين (39,912) نسمة، وعدد غير السعوديين (11,426) نسمة.[4]

## المراكز التابعة لها
تضم المحافظة تسع مراكز هي:
- وادي ستارة
- الظبية
- الجمعة
- أم الجرم
- البرزة
- الخوار
- وادي قديد

وقد اعتمد مؤخراً :
- مركز الحشاش
- مركز النخيلة
- مركز السهم

## وصلات خارجية
- موقع محافظة خليص